# Arnoul ze Chocques
Mons. Arnoul ze Chocques (také Arnoul de Rœulx, přezdívaný Malecorne = špatně vyholená tonzura; † 28. dubna 1118) byl flanderský římskokatolický biskup, jedna z vůdčích postav první křížové výpravy  a patriarcha Latinského patriarchátu jeruzalémského.

## Životopis
Arnoul byl nelegitimním synem jednoho vlámského kněze. Jeho učitelem byl teolog Lanfranc z Pavie. Někdy okolo roku 1070 se Arnoul stal vychovatelem Cecilie, dcery Viléma Dobyvatele. Stal se kaplanem normanského vojska, které se účastnilo první křížové výpravy. Pravděpodobně byl jmenován i papežským legátem, podřízeným Adhémarovi z Le Puy. Byl také jedním z hlavních odpůrců pravosti kopí osudu. Po dobytí Jeruzaléma nalezl v bazilice Svatého Hrobu ostatky Svatého Kříže, které se staly nejcennější relikvií křižáckého království. Dne 1. srpna 1099 byl zvolen jeruzalémským patriarchou, za podpory Godefroye z Bouillonu, přičemž souhlasil s vládcovým plánem vytvořit jeruzalémské království jako sekulární stát. Protože v té době Arnoul neměl ani jáhenské svěcení, nakonec se nestal patriarchou a byl v prosinci vystřídán Daimbertem z Pisy. Arnoul se stal jeruzalémským arcijáhnem a byl také jedním z hlavních rádců krále Balduina I. Patriarchou se stal až v roce 1112 a byl jím až do své smrti v roce 1118,